# Manel Joaquim Ferré i Montañés
Manel Joaquim Ferré i Montañés   (Amposta, 16 d'agost de 1958) és un metge i polític català. Fou Alcalde d'Amposta des de 2007 fins al 2015 i President del Consorci de Salut i Social de Catalunya des de 2015 fins al 2023.

## Trajectòria
Es va llicenciar en Medicina i Cirurgia per la Universitat Central de Barcelona el 1982 amb grau de llicenciat amb qualificació d'excel·lent al curs acadèmic 1981-1982. Durant els anys 1982-83-84 va cursar diferents cursos monogràfics de doctorat. El 1988-1989 es va diplomar en Gestió Gerencial Hospitalària per EADA de Barcelona. Del 1982 fins al 1990 va exercir com a metge d'urgències del Servei Mèdic Cooperatiu d'Amposta i a partir del 1986 fins al 1990 va exercir de sotsdirector mèdic del mateix centre.
La seva trajectòria política va començar el 1987 com a regidor de Sanitat i Serveis Socials de l'Ajuntament d'Amposta i el 1991 va ser nomenat primer tinent d'alcalde. Des de 1999 fins al 2007 va exercir de regidor de Governació. Del 1988 al 1996 va ocupar el càrrec de president de la Junta Comarcal del Montsià del Col·legi de Metges de Tarragona i des del 1989 fins al 2015 fou president del Consell d'Administració de l'Hospital Comarcal d'Amposta.
Ha format part de diferents ens com ara el Consell de Salut i del Consell de Direcció de la Regió Sanitària de les Terres de l'Ebre, el Grup SAGESSA (vicepresident), el Consorci Hospitalari de Catalunya (vicepresident), el Consell de Direcció del Servei Català de la Salut de Barcelona i el Consell Rector de l'Agència de Protecció de la Salut de Catalunya (vicepresident). Es va presentar com a cap de llista per Convergència i Unió a les eleccions municipals de l'any 2007 a la ciutat d'Amposta, que va guanyar per majoria absoluta, convertint-se en alcalde d'Amposta, fins a l'any 2015.

## Vida personal
És casat i té dos fills.